# Zum schwarzen Adler (Magdeburg)

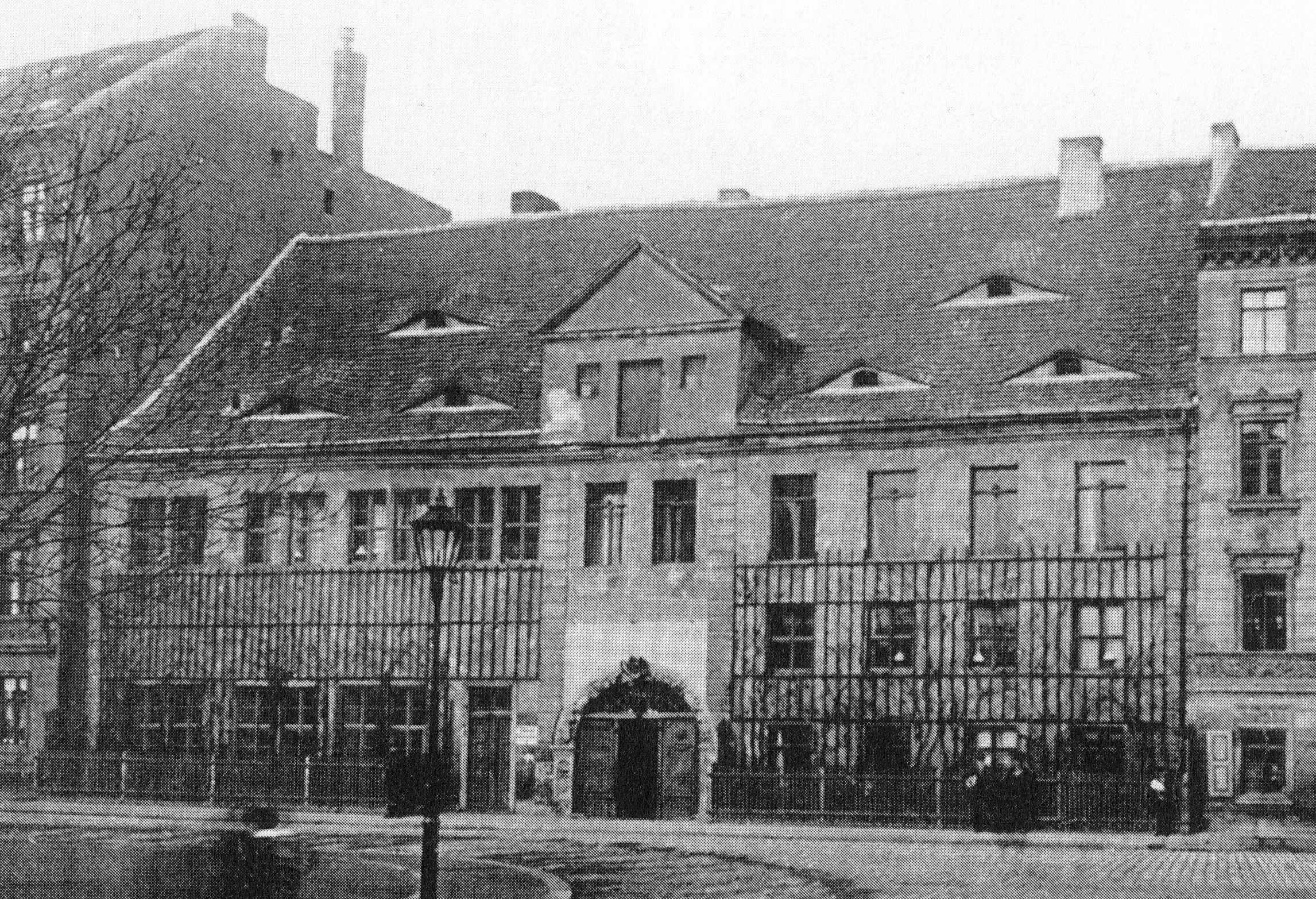
Haus Zum schwarzen Adler in der Zeit als Sitz des Eichamtes nach 1872

Das Haus Zum schwarzen Adler, auch als Der schwartze Adler bezeichnet, war ein historisches Gebäude in Magdeburg im heutigen Sachsen-Anhalt. Es wurde Anfang des 20. Jahrhunderts in einer Aufstellung Magdeburger Baudenkmäler besprochen, wurde jedoch bereits 1896 abgerissen.

## Lage
Das Gebäude befand sich in der Magdeburger Altstadt an der Adresse Tränsberg 37, auf der Nordseite der Straße Tränsberg, nördlich der Sankt-Jakobi-Kirche. Heute befindet sich dort in etwa die Kreuzung von Jakobstraße, Gustav-Adolf-Straße, Tränsberg und Blauebeilstraße.

## Geschichte
Das Haus wurde als Brauhaus geführt, so dass mit dem Gebäude ein Braurecht verbunden war. Schon vor der Zerstörung Magdeburgs im Jahr 1631 befand sich auf dem Grundstück ein Brauhaus mit der Bezeichnung Schwarzer Adler. 1631 und 1651 war Joachim Kotzebube Eigentümer des Grundstücks. Ihm sollen Gorries Döhrens Erben und später Stephan Mollenhauer nachgefolgt sein. Mollenhauer erhielt Miete für eine auf dem Grundstück befindliche Hütte.
Es gibt die Vermutung, dass das bis 1896 bestehende Haus bereits im Jahr 1650 errichtet worden war, zumindest entstand es dann jedoch in der Zeit zwischen 1666 und 1668. Als Bauherr wird Gottfried Steinacker, Magdeburger Ratsherr von 1646 bis 1658, angenommen, der für Magdeburg auch in diplomatischen Diensten tätig war. 1667 erwarb sein Sohn Gottfried Christoph Steinacker die Braugerechtigkeit.
Gottfried Christoph Steinacker war von 1678 bis 1681 Rathmann und von 1682 bis 1685 Kämmerer der Stadt. Elysabeth Heimbürgerin war die Tochter des 1663 verstorbenen Stadtphysicus David Heimburger. Steinacker verstarb im Januar 1686. 
Das Haus wurde nach dem Tode Steinackers vom Kurfürsten Friedrich Wilhelm erworben, der es zusammen mit vier kleineren unbebauten Grundstücken den Hugenotten Pierre Dubose, Jean Weffre und Jean Raffinesque zur Nutzung übergab, die hier eine Weberei mit 30 Webstühlen einrichteten. Sie durften auch das benachbarte, seit 1631 nicht mehr genutzte Stadttor Hohe Pforte wieder öffnen. Andere Angabe nennen für die Jahre 1683 und 1688 noch die Witwe von Hektor Johann Schultze als Eigentümerin des Brauhauses, das die Funktion als Brauhaus jedoch verlor. Die Nutzung als Weberei dauerte wohl nur bis 1699. Nachdem Jean Weffre bereits zuvor die Gesellschaft verlassen hatte, lösten die verbliebenen beiden Unternehmer die Gesellschaft in diesem Jahr auf.
Das Gebäude wurde dann durch eine Zwischenwand in zwei Teile getrennt. Dubose nutzte den westlichen, später als Hausnummer 37b bezeichneten, Raffinesque den östlichen (später Hausnummer 37a) Teil. An den westlichen Teil fügte Dubose drei kleinere Häuser an. Nach dem Tod der beiden übernahmen ihre miteinander befreundeten Söhne Pierre Dubose junior und André Raffinesque das Gebäude. Raffinesque hatte zuvor bis 1708 oder 1709 in Leipzig gelebt, dort aber in wirtschaftliche Schwierigkeiten geraten. Er bewohnte dann einige Zimmer seines Gebäudeteils und vermietete die übrigen Räume, vermutlich um von den Mieteinnahmen zu leben. Raffinesque vermachte seinen Teil letztwillig Dubose junior. Dubose, der in Leipzig wohnte, gehörte so dann das ganze Haus. Eine tatsächliche gewerbliche Nutzung, des in dieser Zeit als gelbe Manufactur bekannten Anwesens, erfolgte jedoch scheinbar nicht. Raffinesque vermietete wohl auch einige Zeit. Letztlich stand das Haus aber schließlich leer. Es wurde in seinem östlichen, Raffinesque schon länger gehörenden und längerfristig leerstehenden Teil baufällig. Raffinesque verstarb vermutlich Ende 1749 oder Anfang 1750.
Am 4. Februar 1750 bat der Unternehmer Pierre Bouvier den König Friedrich II. ihm zur Vergrößerung seiner Fabrik das nicht mehr dem ursprünglichen Zweck entsprechend genutzte Anwesen zu überlassen. Bouvier stellte Mützen- und Strümpfe aus Biberhaar her. Dubose junior wandte sich jedoch gegen diese Pläne. Friedrich II. beauftragte bereits am 7. Februar 1750 den Kammerpräsidenten Caspar Wichard von Platen mit der Klärung der Angelegenheit. Von Platen beauftragte den Kammersekretär Hering mit der Prüfung der Angelegenheit, der seinerseits einen Herrn Bauermeister mit der Herbeischaffung der Akten beauftragte. Bauermeister teilte am 13. Februar 1750 mit, dass wegen in der Vergangenheit unzureichender Aktenführung nur einige Aktenstücke beibringbar sind. Der von Hering verfasste Bericht gelangt, unter Angabe zweier Präzedenzfälle, zu dem Schluss, dass nach der Einstellung der ursprünglichen Produktion eine Rückgabe des Hauses erforderlich sei. Außerdem wurde auf den drohenden weiteren Verfall hingewiesen. Angemerkt wurde, dass der Antragsteller Bouvier die von Dubose ursprünglich hinzugebauten drei kleinen Häuser nicht beansprucht wurden. Von Platen verfasste am 16. Februar 1750 seinen Bericht. Er verwies auf die gute wirtschaftliche Situation Duboses in Leipzig und schlug vor, dass Dubose entweder nach Magdeburg zurückkehren solle und die Weberei wiedereröffne oder aber das Haus zurückgeben müsse. Letztlich entschied der König entsprechend am 19. Februar 1750. Bouvier widersprach jedoch der Übergabe und legte ein Dokument vom 2. November 1702 vor, in dem König Friedrich I. den damaligen Besitzern des Hauses die Erlaubnis gab, das Haus zu belasten, es aber in den nächsten 15 Jahren nur auf leibliche Erben weiterzugeben. Dubose und Raffinesque hatten vom König eine vollständige Freigabe erbeten. Von Platen sandte den Einwand mitsamt einer beglaubigten Abschrift des Schreibens an Friedrich II., wies jedoch zugleich darauf hin, dass im Schriftverkehr von 1702 die damals schon erfolgte Einstellung der Weberei und damit der Verstoß gegen das ursprüngliche Privileg nicht erwähnt worden war. Von Platen empfahl bei der getroffenen Entscheidung zu bleiben. Am 2. März 1750 folgte der König dieser Empfehlung. Die Übergabe an Bouvier erfolgte am Nachmittag des 7. März 1750, so dass er seine Fabrik im Haus einrichten konnte. Da Bouvier auf einen von Dubose herauszugebenden Garten verzichtete, wurde diese für den Staat reserviert. Dubose ließ sich in der Angelegenheit von Pierre Malhiautier vertreten. Dieser verweigerte die Übergabe der bei ihm befindlichen Schlüssel zur Duboschen Hälfte des Hauses. Er verwies darauf, dass er erst einen entsprechenden Auftrag Duboses brauche und außerdem noch ein Antwortschreiben auf erhobene Einwendungen fehle. Nachdem auch die Androhung einer Öffnung von Amts wegen nicht zu einem Einlenken geführt hatte, wurde am 9. März auf Befehl von Platens die Tür durch einen Schlosser geöffnet.
Bouvier stellte bei Inbesitznahme des Hauses fest, dass die vorherigen Nutzer das Gebäude nicht beräumt, sondern noch Mobiliar zurückgelassen hatten. Nach einer mündlichen Information an von Platen beauftragte dieser am 23. März Sekretär Bierne mit der Erstellung eines Verzeichnisses der vorgefundenen Gegenstände. Soweit diese von Dubose nicht angenommen würden, sollten sie bis zur Abholung verwahrt werden. Die Entfernung dürfte noch etwas gedauert haben. Der Wert des baufälligen Hauses wurde dann zwecks Eintragung in die geschäftlichen Bücher im Auftrag von Bouvier von Landbaumeister Bartsch und Maurermeister Schwarzkopf am 20. April 1750 auf 1176 Taler und 20 Groschen geschätzt. Bouvier nahm Umbauten und Instandsetzungsarbeiten für 1160 Taler vor und richtete seine Fabrik ein. Krankheitsbedingt machte Bouvier bereits zum 1. Januar 1752 seinen Sohn Jean Gabriel Bouvier zum Teilhaber am Unternehmen. Bouvier senior verstarb am 27. März 1757. Nach einer Vereinbarung der Erben führte sein Sohn das Unternehmen fort, sollte jedoch die anderen Erben auszahlen. Um zur Finanzierung eine Hypothek auf das Haus aufnehmen zu können, wandte sich Jean Gabriel Bouvier an den König, mit der Bitte, ihm das Haus für 300 Taler zum Eigentum zu überlassen. Friedrich der Große wies die Kriegs- und Domänenkammer Magdeburg am 3. Mai 1766 zur Berichterstattung an, die ihrerseits Kriegsrat Klevenow beauftragte. Nachdem die Kammer am 24. Juni berichtet hatte, lehnte der König am 10. Juli 1766 das Gesuch zunächst ab. Zur Begründung verwies er darauf, dass das Haus, solange es für die Fabrikation genutzt werde, der Familie nicht genommen würde. Bouvier wandte sich gegenüber Klevenow gegen die Entscheidung und wies darauf hin, dass sein Problem ja die fehlende Möglichkeit der Hypothekaufnahme sei. Er zeigte sich bereit die Hälfte des 1750 ermittelten Wertes zu zahlen und wies darauf hin, dass dem Staat so Einnahmen zuflössen, was andernfalls nicht gegeben sei. Klevenow berichtete entsprechend gegenüber der Kammer, die ihrerseits am 8. September den König informierte. Friedrich II. genehmigte dann abweichend von seiner vorherigen Entscheidung am 9. Oktober 1766 den Verkauf. Bouvier erwarb das Haus für 588 Taler dann als Eigentum. Der Kaufvertrag wurde am 5. November mit der Kammer geschlossen und am 24. Dezember bestätigt. Den Kaufpreis leitete Friedrich II. der Berliner Manufacturkasse zu. Am 11. März 1767 wurde das Eigentumsrecht Bouviers im Hypothekenregister des französischen Gerichts Magdeburgs eingetragen.
Das Haus lag an der Grenze zwischen dem fünften und dem neunten Viertel der Stadt. Seine Zugehörigkeit zu einem dieser Viertel wird in verschiedenen Verzeichnissen unterschiedlich vermerkt.
Das Gebäude blieb dann im Eigentum der Familie Bouvier, bis es am 11. Februar 1793 für 4000 Taler an die Kaufleute Carl Maquet und Johann Friedrich L’hermet veräußert wurde. Sie betrieben die Strumpffabrik weiter, bis diese später den Betrieb einstellte. Das Anwesen gehörte bis 1872 der Familie L’hermet. Nachdem das alte Eichamt abgebrannt war, wurde der Schwarze Adler 1872 vom Eichmeister erworben. Die Diensträume des Eichamtes wurden von ihm angemietet. Die Stadt Magdeburg erwarb dann vermutlich in den 1880er Jahren das Haus, da das Grundstück für die Verlängerung der Jakobstraße gebraucht wurde und das Gebäude abgerissen werden sollte. Zunächst wurde dort jedoch vorübergehend das städtische Baubüro untergebracht, bis die erste Volksküche Magdeburgs im Gebäude ansässig wurde.
Im Jahr 1896 wurde das Haus, im Zuge des Ausbaus und der Verbreiterung der Straßenverbindung von der Jakobstraße zur Gustav-Adolf-Straße, abgerissen. Es galt zum Zeitpunkt des Abrisses als eines der ältesten erhaltenen Gebäude der Stadt Magdeburg aus der Zeit nach der Zerstörung der Stadt im Jahr 1631. Das Portal des Hauses und wohl auch Türverzierungen wurden dabei gesichert und gelangten in das Kaiser-Friedrich-Museum Magdeburg.

## Architektur

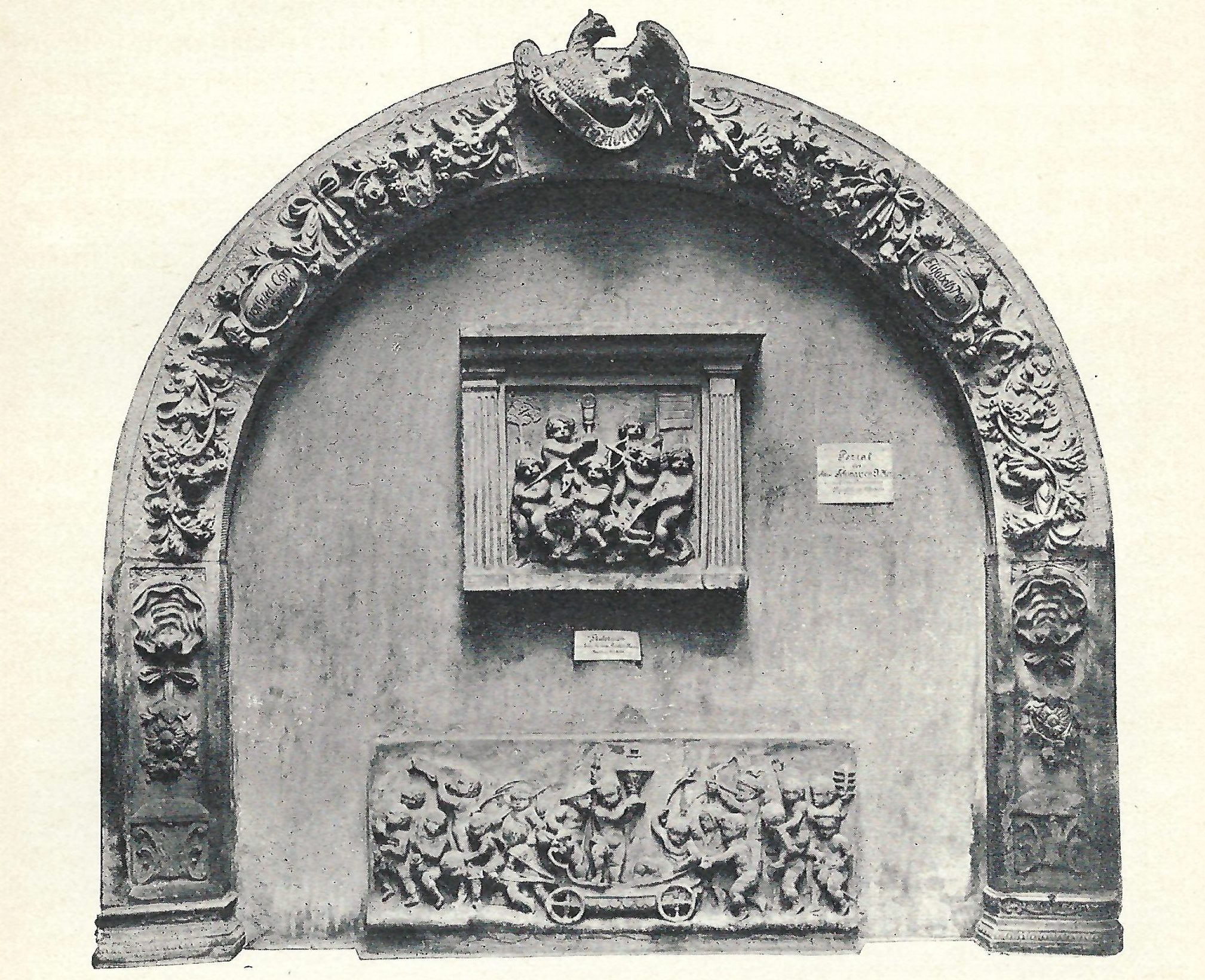
Portal des Hauses Zum schwarzen Adler

Bemerkenswert am sonst eher schlichten Gebäude war das 1668, nach anderen Angaben 1666, entstandene Portal des Hauses. Mittig oberhalb des Portals thronte entsprechend dem Gebäudenamen ein schwarzer Adler. Unter der Figur war der Schriftzug Der schwartze Adler angebracht. Als weitere Inschriften befand sich links am Portal der Name Gottfried Christoph Steinacker und rechts der Name der Ehefrau Elysabeth Clara Heimbürgerin. Eine andere Angabe nennt als Schreibweise der in den 1880er Jahren schon schlecht lesbaren Vornamen Lysabeth Clara Heimbürgerin, bzw. Elisabeth von Heimburger. Zwischen den Namen befanden sich zwei Wappen, wohl die der Ehepartner. Der anlässlich der 1668 erfolgten Hochzeit der Eheleute errichtete Portalbogen war reich verziert. Andere Angaben vermuten die Hochzeit bereits 1666 oder 1667, da Steinacker seine Ehefrau bereits 1667 bei der Brauerinnung einschrieb. In den Rundnischen des halbkreisförmigen Bogens bestand statt häufig an solcher Stelle angeordneter Sitze kräftig hervortretender Skulpturenschmuck in Form von durch Bänder verbundene Fruchtgehänge, Kränze und Blumenwerk. Statt einer Muschel befand sich in der oberen Wölbung ein muschelartig gefaltetes Tuch. Vom Tuch herabhängende Zipfel trugen Blumensträuße. Die Archivolte des Bogens ist eingeschrägt. Die Darstellung des Blumen- und Blattwerks wirkte naturalistisch, so dass der Bogen an die Gestaltung einer Festdekoration und insofern dauerhaft an die Hochzeit des namentlich erwähnten Paares erinnerte.
Das Gebäude war zwei- bis dreigeschossig. Links und rechts eines flachen zweiachsigen Mittelrisaliten befanden sich jeweils vier Achsen. Auf der linken, zweigeschossigen Seite befanden sich in jeder Achse zwei als Paar angeordnete Fenster. Die Gewände der Fensteröffnung wiesen dort ein karniesförmiges Profil auf. Die Gewände eines Fensterpaars bestanden. wohl bedingt durch eine nötige Restaurierung oder Umbauten, abweichend von den anderen aus Holz. In der rechten, trotz gleicher Gebäudehöhe dreigeschossigen Seite, bestanden die Achsen jeweils aus einem hochrechteckig angeordneten Fenster. Die Dreigeschossigkeit der rechten Hälfte war Folge eines Umbaus. Ältere bauliche Details fanden sich daher nur an der linken Gebäudehälfte. Im Erdgeschoss des etwas nach rechts versetzten und daher nicht symmetrisch mittigen Risalits befand sich das Portal. Bekrönt wurde der Risalit von einem mit einem Dreiecksgiebel versehenen Zwerchhaus, das baulich erst später aufgesetzt worden war. Auch die Lisenen aus Stuckquadern waren eine jüngere Hinzufügung. Zwischen zwei kleinen Fenstern befand sich mittig im Zwerchhaus eine Ladeluke. Bedeckt war das Haus von einem Satteldach, auf dem sich auf der Südseite zur Straße hin sechs Fledermausgauben befanden.